# Chloorpentafluoride
Chloorpentafluoride is een anorganische verbinding met als brutoformule ClF5. Het is een zeer giftig kleurloos gas. Het werd voor het eerst bereid in 1963.

## Structuur
De verbinding neemt een vierkant piramidale geometrie aan, die een C4v-symmetrie bezit. De structuur werd bevestigd door middel van haar 19F-NMR-spectrum in hoge resolutie. Chloorpentafluoride is een verbinding van chloor in zijn vijfwaardig positieve oxidatietoestand. Het is een zogenaamd hypervalente verbinding, wat wil zeggen dat het niet voldoet aan de beperkingen van de klassieke Lewisstructuren en de octetregel. Het kan beschreven worden door aan te nemen dat chloor een configuratie met 12 elektronen aanneemt (een valentieschaaluitbreiding) in een pseudo-octaëdrische omringing met vijf chloor-fluorbindingen en één vrij elektronenpaar.

## Synthese
Aanvankelijk was de bereidingswijze gebaseerd op de reactie van chloortrifluoride (ClF3) met difluor (F2) bij hoge temperaturen en drukken. Het kan ook gevormd worden door metaalfluoriden MClF4 (bijvoorbeeld KClF4, RbClF4 of CsClF4) te laten reageren met fluorgas. Deze reacties vormen chloorpentafluoride en het overeenkomstige metaalfluoride. In 1981 vonden onderzoekers dat nikkel(II)fluoride (NiF2) een uitstekende katalysator voor de synthese van chloorpentafluoride is.

## Reacties
Chloorpentafluoride reageert gemakkelijk met water en vormt daarmee fluorperchloraat (FClO4) en waterstoffluoride (HF). Het is een sterke oxidator, en is daarom gebruikt in raketbrandstof. Hoewel het - behoudens met koolstof - met de niet-metalen van de tweede periode niet reageert, reageert het sterk met zwaardere niet-metalen.